# Muttenhörner
Die Muttenhörner sind ein etwas mehr als zwei Kilometer langer Felskamm im Gotthardmassiv in den Lepontinischen Alpen südlich des Furkapasses. Höchster Punkt ist das Gross Muttenhorn (3099 m ü. M.). Der vom Gross Muttenhorn in südöstlicher Richtung verlaufende Kamm bildet die Grenze der Schweizer Kantone Uri und Wallis. Weitere benannte Gipfelpunkte im Gratverlauf sind das Chli Muttenhorn (3024 m ü. M.) und das Stotzig Muttenhorn (3062 m ü. M.).

## Lage und Umgebung
Das Gross Muttenhorn als nordwestlicher Endpunkt der Muttenhörner ist gleichzeitig der höchste Punkt des Felskamms. Es entsendet vier Grate, nach Westen zum Tällistock (2860 m ü. M.), nach Norden über Blaubergpass 2862 m ü. M., Griegufergrat, Blauberg (2862 m ü. M.) zum Furkapass, nach Osten zum Muttenstöck (2611 m ü. M.) und der Südgrat stellt den Beginn des Felsgrats der Muttenhörner dar. Zwischen West- und Nordgrat des Gross Muttenhorns befindet sich der Muttgletscher.
Der Grat der Muttenhörner ist verwittert und trägt eine Reihe von scharfkantigen, Gneis- und Granitgipfeln, die aber nur wenig über die mittlere Kammlinie hinausragen. Vom Gross Muttenhorn verläuft dieser Felsgrat zunächst südlich, senkt sich in eine Scharte (2935 m ü. M.), biegt dann im weiteren Verlauf nach Südosten ab und steigt zum Chli Muttenhorn wieder auf über 3000 Meter an. Das Stotzig Muttenhorn markiert den letzten markanten Gipfel der Muttenhörner im Südosten, bevor sich der Grat zu Muttenlücke (2846 m ü. M.) hin absenkt. Unweit der Muttenlücke zweigt rechtwinklig vom Felsgrat der Muttenhörner südwestlich ein weiterer Felsgrat ab, die Saashörner, deren höchster Punkt 3036 Meter misst. Nordöstlich des Stotzig Muttenhorns liegt der Muttengletscher, südlich der Saasgletscher.

## Anstiege
Das Gross Muttenhorn ist der mit Abstand am meisten besuchte Gipfel der Muttenhörner. Die einfachste Route führt vom Furkapass über die Tällilücke und den Westgrat, sie wird auf der SAC-Wanderskala mit T4 bewertet, es sind Kletterschwierigkeiten des I. Grads zu bewältigen. Von der Passstrasse geht es dabei zunächst südlich auf gutem, markiertem Wanderweg westlich des Blaubergs entlang in das Tal des Muttgletschers. In den Moränenfeldern geht der breite Weg in einen schmalen Pfad über, wendet sich nach Westen, an der folgenden Wegverzweigung hält man sich links und steigt zur Tällilücke auf. Die Route führt nun auf der Westseite des Tällistocks vorbei, die Wegmarkierung endet bei Pt. 2769. Auf der Südseite des Tällistocks wendet sich der Steig Richtung Osten, nach dessen Umrundung gelangt man bei Pt. 2799 auf den Westgrat des Gross Muttenhorns. Man folgt diesem teils breiten, teils etwas ausgesetzten Grat nach Osten. Nach einigem Auf und Ab erreicht man Pt. 2985, einen Vorgipfel des Gross Muttenhorns. Nach wenigen Metern stellen sich nun schroffe Gratzacken in den Weg, diese werden auf der Südseite umgangen, wobei man dabei etwa 30 Meter absteigt und auf einer Art Band unter dem Felsgrat quert. Nach dieser Schlüsselstelle erreicht man wieder den Grat und über den Schuttrücken den Gipfel. Vom Furkapass benötigt man hierfür zwischen 2½ und 3½ Stunden.